# Home Invasion (1997)
Home Invasion is een Amerikaanse televisiefilm uit 1997 onder regie van David Jackson met in de hoofdrollen Veronica Hamel, Bonnie Root en Cress Williams. De film werd op 13 januari 1997 uitgezonden door NBC.

## Verhaal
De welgestelde Georgia Patchett wordt achtervolgd door drie criminelen die haar thuis overvallen. Ze gijzelen haar, haar tienerdochter Willow en drie vriendinnetjes, terwijl haar dove zoon Aaron probeert de hulp van de politie in te roepen. Terwijl de toegesnelde politie het huis belegert, lopen de spanningen binnen hoog op en proberen de slachtoffers hun gijzelnemers te slim af te zijn.

## Rolverdeling
| Acteur                 | Personage           |
| ---------------------- | ------------------- |
| Veronica Hamel         | Georgia Patchett    |
| Bonnie Root            | Willow Patchett     |
| Cress Williams         | Freemont            |
| Joe Ivy                | Benji               |
| Dana Gladstone         | Sgt. Paul Perkowski |
| Kurt Fuller            | Lt. Marty Gruenwald |
| Stan Ivar              | Dr. Alan Patchett   |
| Jeremy Ratchford       | Raymond             |
| Lance Patrick O'Reilly | Aaron Patchett      |